# Tritoniopsis unguicularis
Tritoniopsis unguicularis es una especie de planta perenne, bulbosa, oriunda de Sudáfrica que se incluyen  dentro de la subfamilia Crocoideae de las iridáceas.

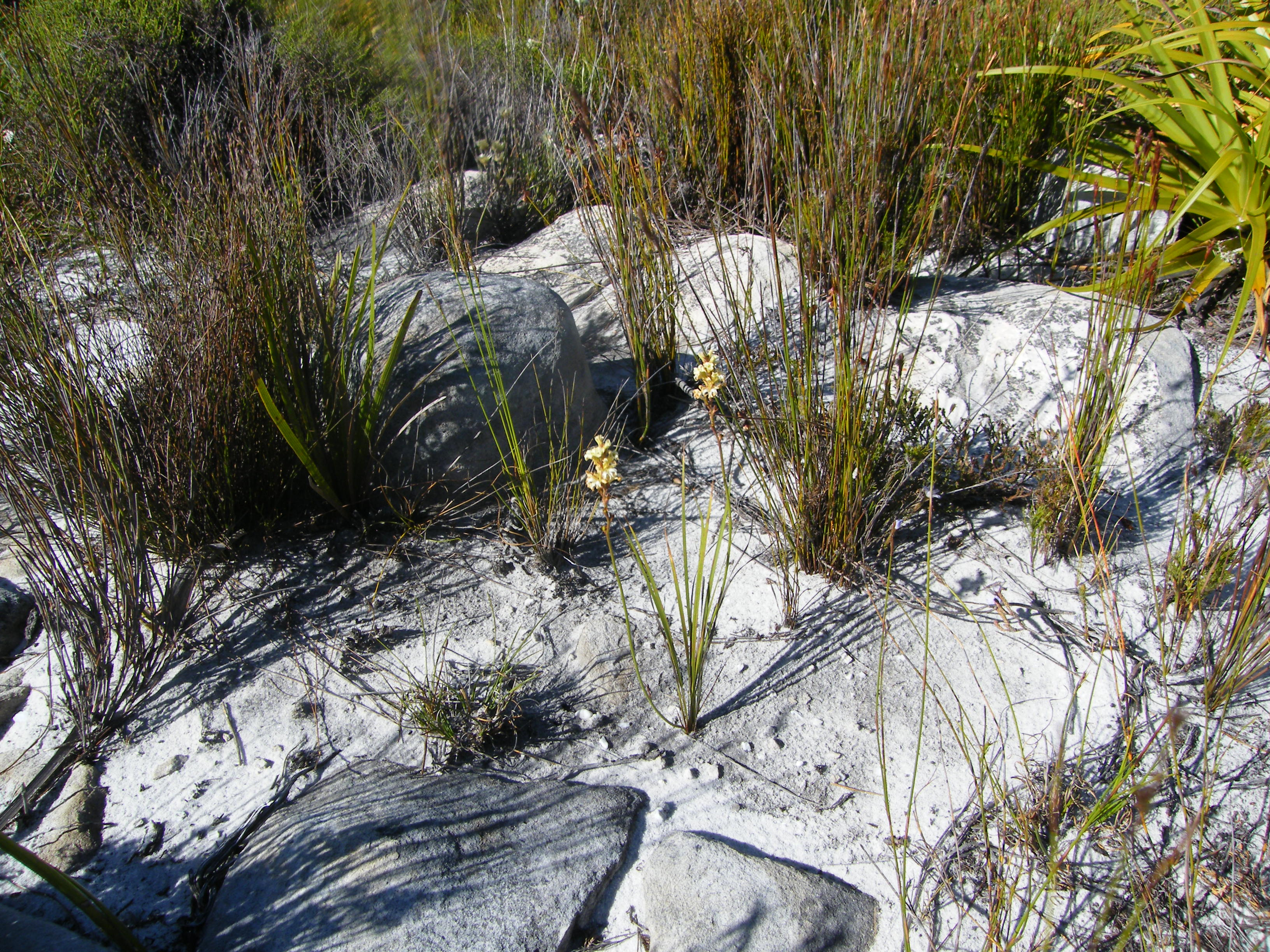
En su hábitat

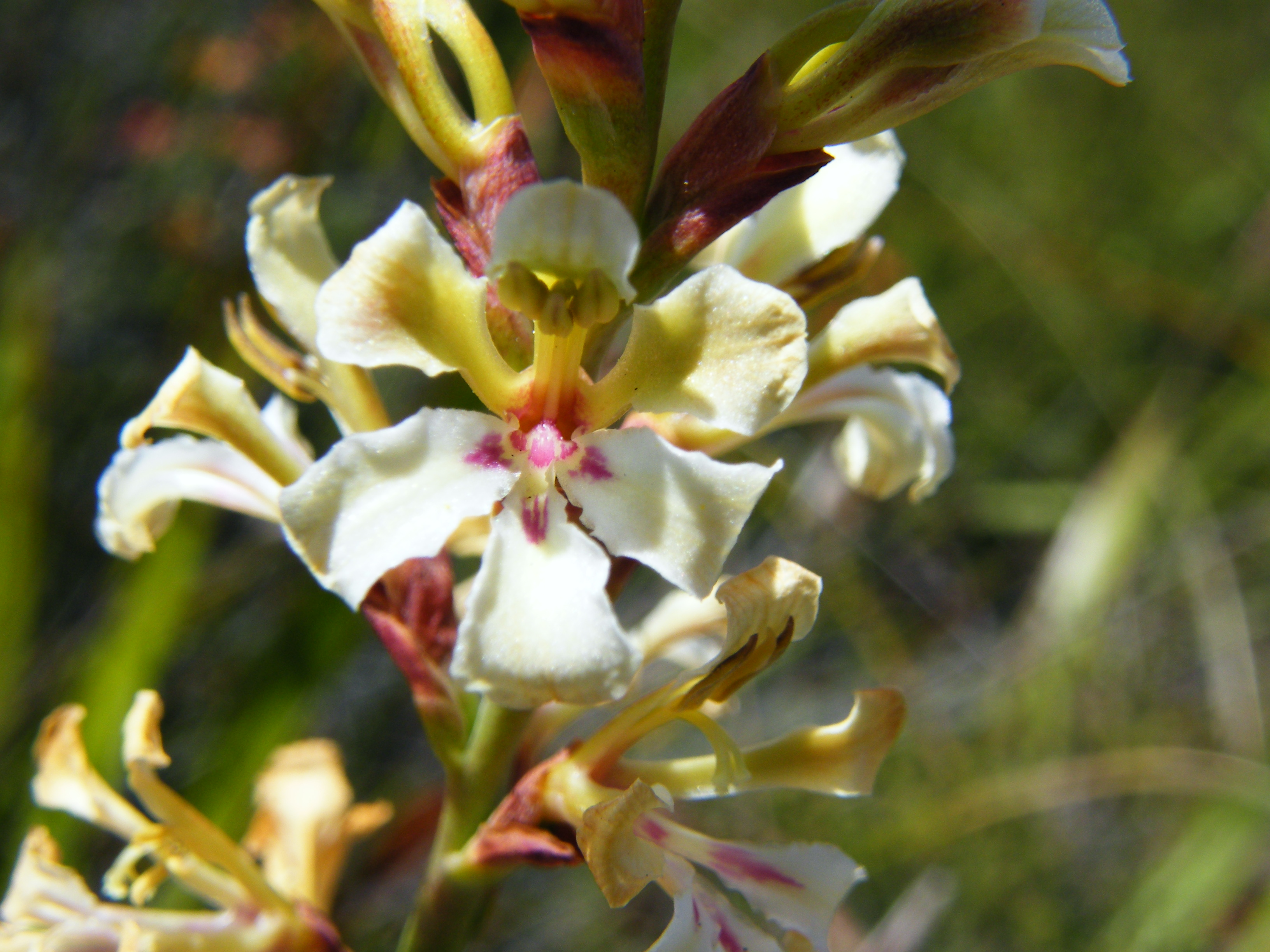
Flores

## Descripción
Tritoniopsis unguicularis, es una planta herbácea perennifolia, geofita que alcanza un tamaño de 0.23 - 0.5 m de altura. Se encuentra a una altitud de 365 - 915 metros en Sudáfrica.

## Distribución
Tritoniopsis unguicularis, crece en las laderas rocosas de piedra arenisca en el suroeste de la Provincia del Cabo. Florece de diciembre a marzo. Las flores son de color crema a amarillo con débiles guías de néctar malva en una espiga densa.

## Taxonomía
Tritoniopsis unguicularis fue descrita por (Lam.) G.J.Lewis y publicado en Journal of South African Botany 25: 347–349, f. 3 A. 1959.
Etimología
Tritoniopsis: nombre genérico compuesto que significa "similar al género Tritonia".
unguicularis: epíteto latíno que significa "con una garra".
Sinonimia
- Antholyza orchidiflora (Eckl.) Klatt
- Exohebea fraterna (N.E.Br.) R.C.Foster
- Exohebea unguicularis (Lam.) G.J.Lewis
- Gladiolus arenarius Baker
- Gladiolus fraternus N.E.Br.
- Gladiolus orchidiflorus Pers.
- Gladiolus tabularis Pers.
- Hebea arenaria (Baker) L.Bolus
- Hebea orchidiflora Eckl.
- Hebea tabularis (Pers.) Eckl.
- Moraea unguicularis Lam.
- Schweiggera montana E.Mey. ex Baker
- Vieusseuxia unguicularis (Lam.) Roem. & Schult.	[6][7]